# ولی‌قلی‌بی‌لی
ولی‌قلی‌بی‌لی (به لاتین: Vəliqulubəyli) یک منطقه مسکونی در جمهوری آذربایجان است که در شهرستان زنگلان واقع شده است.